# سرعت گردش پول
سرعت گردش پول، (به انگلیسی: velocity of money) تعداد دفعاتی است که پول در یک دوره زمانی معین دست به دست میشود.  به بیانی ساده‌تر گردش پول تکرار ثابت و یکنواخت یک پروسه اقتصادی است. کالا همواره در دست فروشنده است و پول به منزله وسیله خرید در دست خریدار. پول مالکیت کالا را از فروشنده به خریدار انتقال می‌دهد و خود از دست خریدار خارج می‌شود و در دست فروشنده قرار می‌گیرد تا باز همان پروسه را با کالایی دیگر از سر گیرد. به این تعداد دفعات دست به دست شدن پول در یک دوره زمانی معین سرعت گردش پول می‌گویند. سرعت گردش پول به عواملی از جمله وضع اقتصادی از نظر رکودی یا تورمی بودن، تواتر معاملات، ارزش پول، حجم دادوستد، شرایط اعتبار و وام دهی بستگی دارد.